# 기젤라 둘코

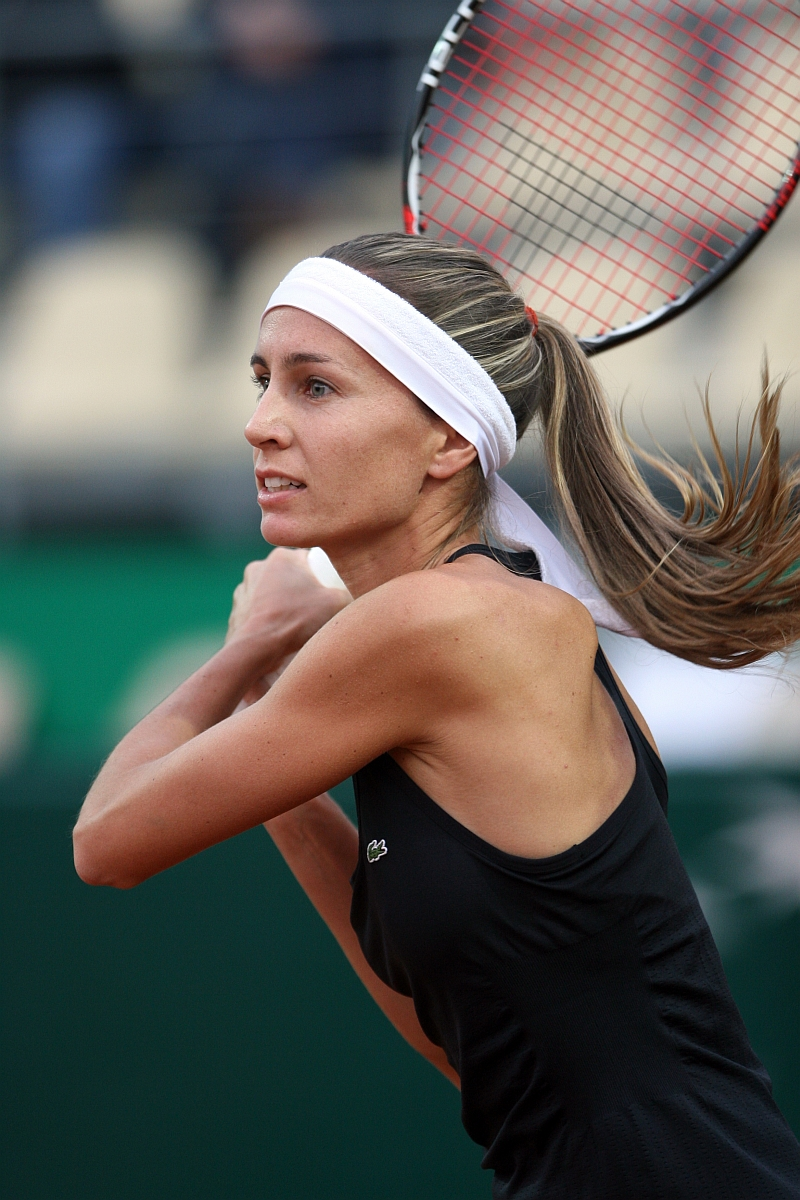
기젤라 둘코

기젤라 둘코(Gisela Dulko, 1985년 1월 30일~)는 아르헨티나의 여자 테니스 선수이다. 둘코가 2005년 11월에 단식 순위로 26위를 달성하였지만 2009년에 세계 30위로 물러났다. 그녀는 세계에서 복식 기준으로 세계 1위를 달리고 있다. 둘코는 2011 오스트레일리아 오픈 여성 복식에서 승리하면서 그랜드 슬램 타이틀을 하나 따기도 했다.